# Curt-Mezger-Platz
Der Curt-Mezger-Platz ist ein Platz im Münchner Stadtteil Milbertshofen an der Schleißheimer Straße Ecke Keferloherstraße.

## Beschreibung
Der Platz wurde in Erinnerung an Curt Mezger am 8. März 2007 nach ihm benannt. Direkt am Platz liegen das Kulturhaus Milbertshofen und die evangelische Dankeskirche. 2008 wurde durch eine Umgestaltung des Förderprogramms „Soziale Stadt“ eine Quartiersmitte in Milbertshofen geschaffen. Die offene Gestaltung des Platzes bietet genügend Freifläche für Floh- und Wochenmärkte und andere Veranstaltungen. Jeden Freitag findet von 13.00 Uhr bis 18.00 Uhr ein Wochenmarkt statt. Für die Oberflächen wählten die Architekten ein durchgehendes „Muster“ aus hellem Granit unterschiedlicher Breite und dunklen Kunststeinplatten. Der Baumbestand wurde weitestgehend erhalten. Auf dem Platz und entlang der Schleißheimer Straße wurden 19 Bäume neu gepflanzt. Die Grünausstattung wurde durch Heckenpolygone mit zugeordneten Sitzgelegenheiten ergänzt. Bewusst wurde auf dem Platz vor dem Kulturhaus nur ein Einzelbaum gepflanzt. Es handelt sich um einen mehrstämmigen Tulpenbaum, der mit seiner weitausladenden Krone einen schirmförmigen Schatten bildet.
Im Mai 2023 regte das Baureferat eine Begrünung des Platzes mit weiteren Bäumen, Gras- und Blumenflächen, sowie die Anlage eines leicht abgesenkten Brunnenfelds an.

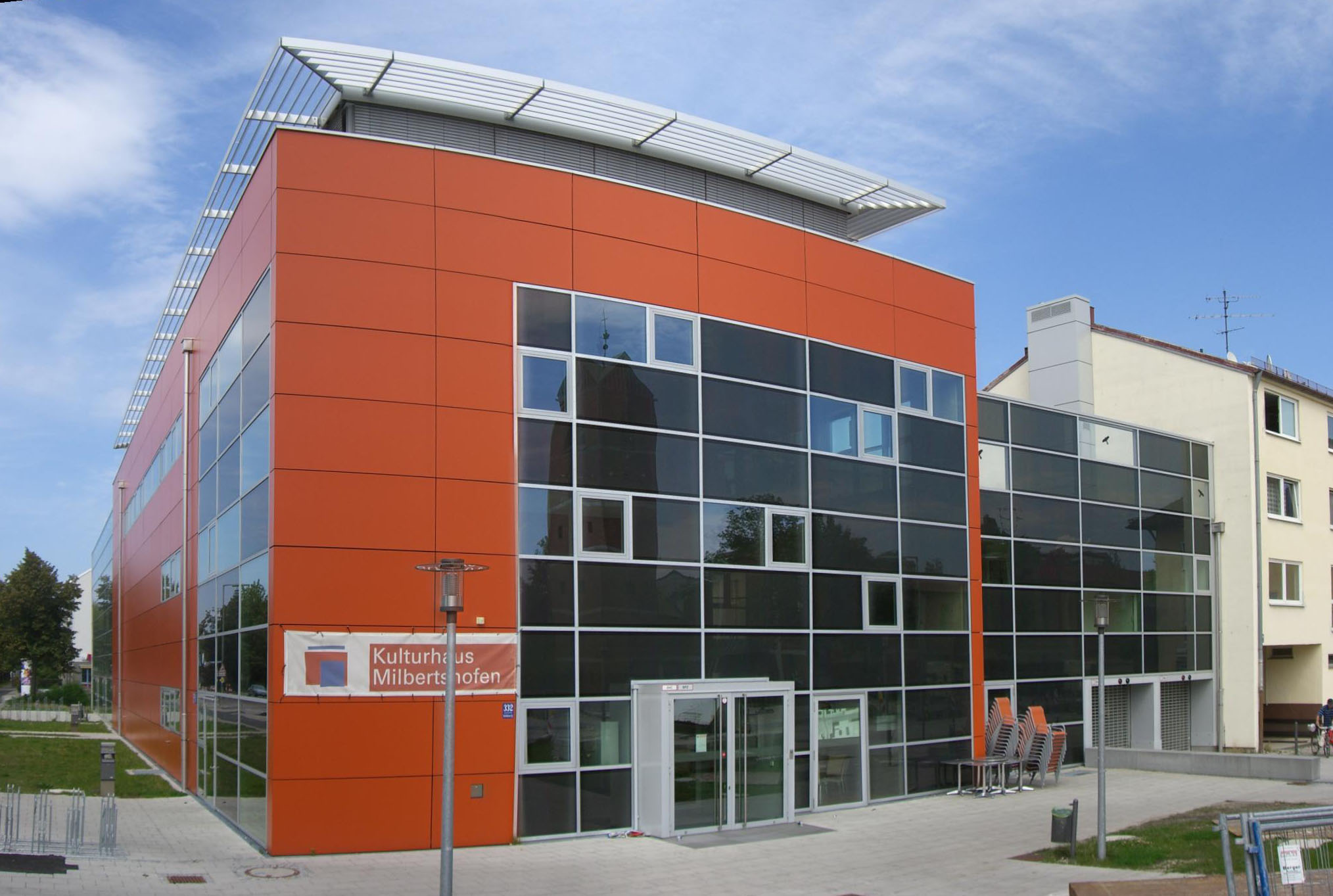
Kulturhaus ⊙
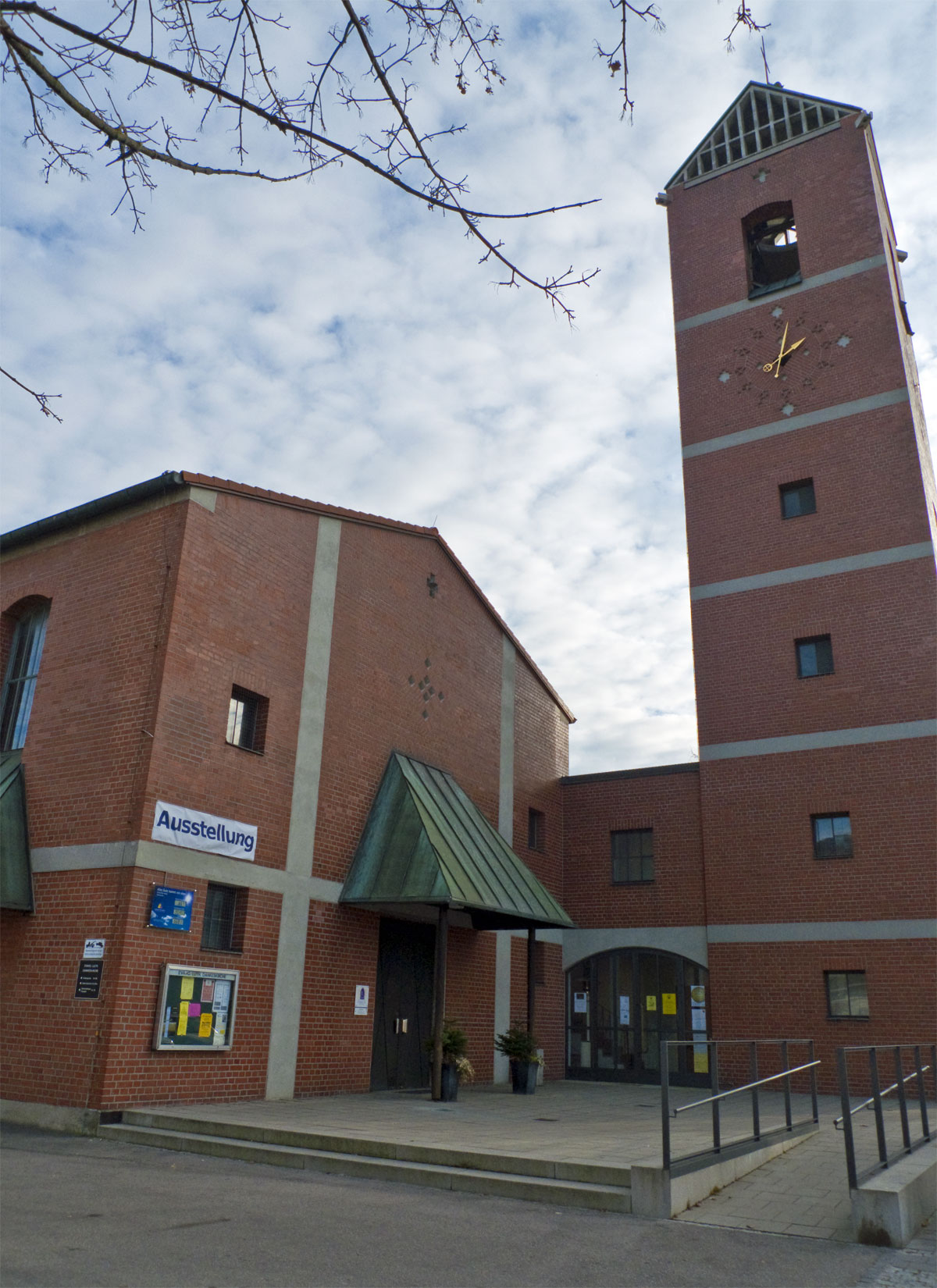
Dankeskirche
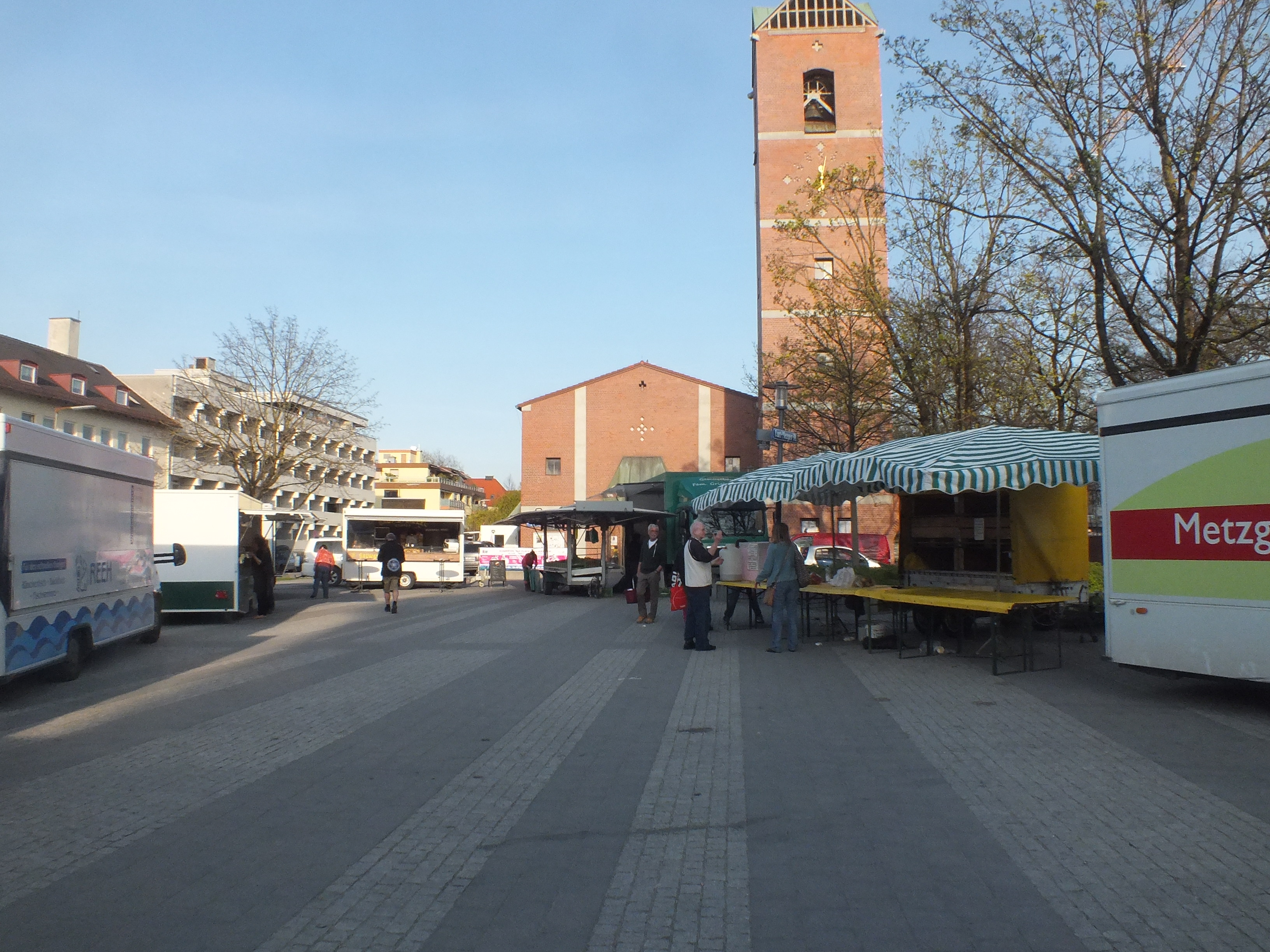
Wochenmarkt